# Wyszomierz (gmina Bielany)
Wyszomierz – wieś w Polsce położona w województwie mazowieckim, w powiecie sokołowskim, w gminie Bielany. Ma status sołectwa. Leży na Podlasiu.
Wieś liczy ok. 100 mieszkańców i 24 gospodarstwa. Dawniej działał tu młyn (wiatrak), ale przed I wojną światową uległ zniszczeniu w wyniku pożaru.
Wieś założyli przed 1474 rokiem bracia Prędota i Grot z rodu Rawiczów, wnukowie Ścibora z Wyszomierza w parafii Skibniew Podawce. Wieś powstała na gruntach zakupionych przez braci za 60 kop groszy od Sasina z Krynicy, za zgodą starosty Piotra Strumiłło zwanego "Kiszka". W 1480 roku transakcję potwierdzono zapisem w księdze sądowej drohickiej. W 1483 roku Prędota dokupił ziemi od tegoż Sasina. W 1709 roku wieś została całkowicie zniszczona przez zarazę i Moskali - zmarło 83 mieszkańców. 
(źródła - "Noty księdza Kozickiego" - AGAD, księgi metrykalne par. Rozbity Kamień, "Niepiekłowie" - L.Niepiekło, Warszawa 2014)
Wierni Kościoła rzymskokatolickiego należą do parafii Matki Bożej Częstochowskiej w Krynicy.
W latach 1975–1998 miejscowość należała administracyjnie do województwa siedleckiego.